# Lisa Bezzina
Lisa Marie Bezzina (* 5. November 1979) ist eine maltesische Leichtathletin, die im Mittel- und Langstreckenlauf an den Start geht.

## Sportliche Laufbahn
Erste Erfahrungen bei internationalen Meisterschaften sammelte Lisa Bezzina, die mit über 30 erst spät zur Leichtathletik kam, im Jahr 2011, als sie bei den Spielen der kleinen Staaten von Europa (GSSE) in Schaan in 17:48,90 min die Silbermedaille im 5000-Meter-Lauf hinter der Montenegrinerin Slađana Pejović gewann und sich auch über 10.000 Meter in 36:51,86 min die Silbermedaille hinter Pejović sicherte. 2015 wurde sie bei der 3. Liga der Team-Europameisterschaft im Rahmen der Europaspiele in Baku in 10:42,32 min Neunte im 3000-Meter-Lauf und 2017 belegte sie bei den GSSE in Serravalle in 17:41,29 min bzw. 39:12,17 min jeweils den vierten Platz über 5000 und 10.000 Meter. Bei den Halbmarathon-Weltmeisterschaften 2018 in Valencia wurde sie nach 1:20:58 h 103. und anschließend belegte sie bei den Mittelmeerspielen in Tarragona in 1:24:35 min den neunten Platz im Halbmarathon. Im Jahr darauf wurde sie bei den Crosslauf-Weltmeisterschaften 2019 in Aarhus nach 45:53 min 104. im Einzelrennen, ehe sie bei den Spielen der kleinen Staaten von Europa in Bar in 16:55,05 min bzw. 35:39,01 min jeweils die Goldmedaille über 5000 und 10.000 Meter gewann. Im Dezember gelangte sie dann bei den Crosslauf-Europameisterschaften in Lissabon nach 34:25 min auf den 53. Platz. Bei den Halbmarathon-Weltmeisterschaften 2020 in Gdynia lief sie nach 1:18:43 h auf dem 93. Platz ein und bei den Crosslauf-Europameisterschaften 2021 in Dublin wurde sie nach 32:46 min 73. 2022 erreichte sie bei den Mittelmeerspielen in Oran mit 1:28:02 h Rang elf im Halbmarathon und im Jahr darauf siegte sie bei den GSSE in Marsa in 35:27,43 min im 10.000-Meter-Lauf und sicherte sich über 5000 Meter in 17:13,93 min die Silbermedaille hinter ihrer Landsfrau Gina McNamara. Anschließend wurde sie bei der 3. Liga der Team-Europameisterschaft im Rahmen der Europaspiele in Chorzów in 17:38,54 min Sechste über 5000 Meter, ehe sie bei den Balkan-Meisterschaften in Kraljevo in 18:58,06 min den fünften Platz belegte. Im Oktober wurde sie bei den Straßenlauf-Weltmeisterschaften in Riga nach 1:25:10 h 66. im Halbmarathon und im Dezember lief sie bei den Crosslauf-Europameisterschaften in Brüssel ohne eine Zeit auf dem 54. Platz ein. Bei den erstmals ausgetragenen Straßenlauf-Europameisterschaften 2025 in Löwen landete sie nach 38:06 min auf dem 83. Platz über 10 km.
In den Jahren von 2018 bis 2020 und 2023 wurde Bezzina maltesische Meisterin im 10.000-Meter-Lauf sowie 2021 und 2022 auch über 1500 Meter und 2024 über 3000 Meter. Zudem wurde sie 2021 Landesmeisterin im Crosslauf.

## Persönliche Bestleistungen
- 1500 Meter: 4:40,03 min, 19. Juni 2011 in Reykjavík
- 3000 Meter: 9:56,82 min, 6. Februar 2021 in Marsa
- 5000 Meter: 16:55,05 min, 29. Mai 2019 in Bar
- 10.000 Meter: 35:27,43 min, 30. Mai 2023 in Marsa
- 10-km-Straßenlauf: 36:24 min, 9. Januar 2022 in Valencia
- Halbmarathon: 1:18:10 h, 3. April 2022 in Barcelona